# Croton coriaceus
Espèce
Statut de conservation UICN

 VU D2 : Vulnérable
Croton coriaceus est une espèce de plantes à fleurs du genre Croton et de la famille des Euphorbiaceae, présente en Équateur.
Il a pour synonyme :
- Oxydectes coriacea, (Kunth) Kuntze